# Espírito Santo do Pinhal (ort)
Espírito Santo do Pinhal är en ort i Brasilien.   Den ligger i kommunen Santo Antônio do Jardim och delstaten São Paulo, i den sydöstra delen av landet, 700 km söder om huvudstaden Brasília. Espírito Santo do Pinhal ligger 849 meter över havet och antalet invånare är 37 448.
Terrängen runt Espírito Santo do Pinhal är platt åt nordväst, men åt sydost är den kuperad. Espírito Santo do Pinhal är det största samhället i trakten.
Omgivningarna runt Espírito Santo do Pinhal är en mosaik av jordbruksmark och naturlig växtlighet. Runt Espírito Santo do Pinhal är det ganska tätbefolkat, med 56 invånare per kvadratkilometer.